# Bauerntanz

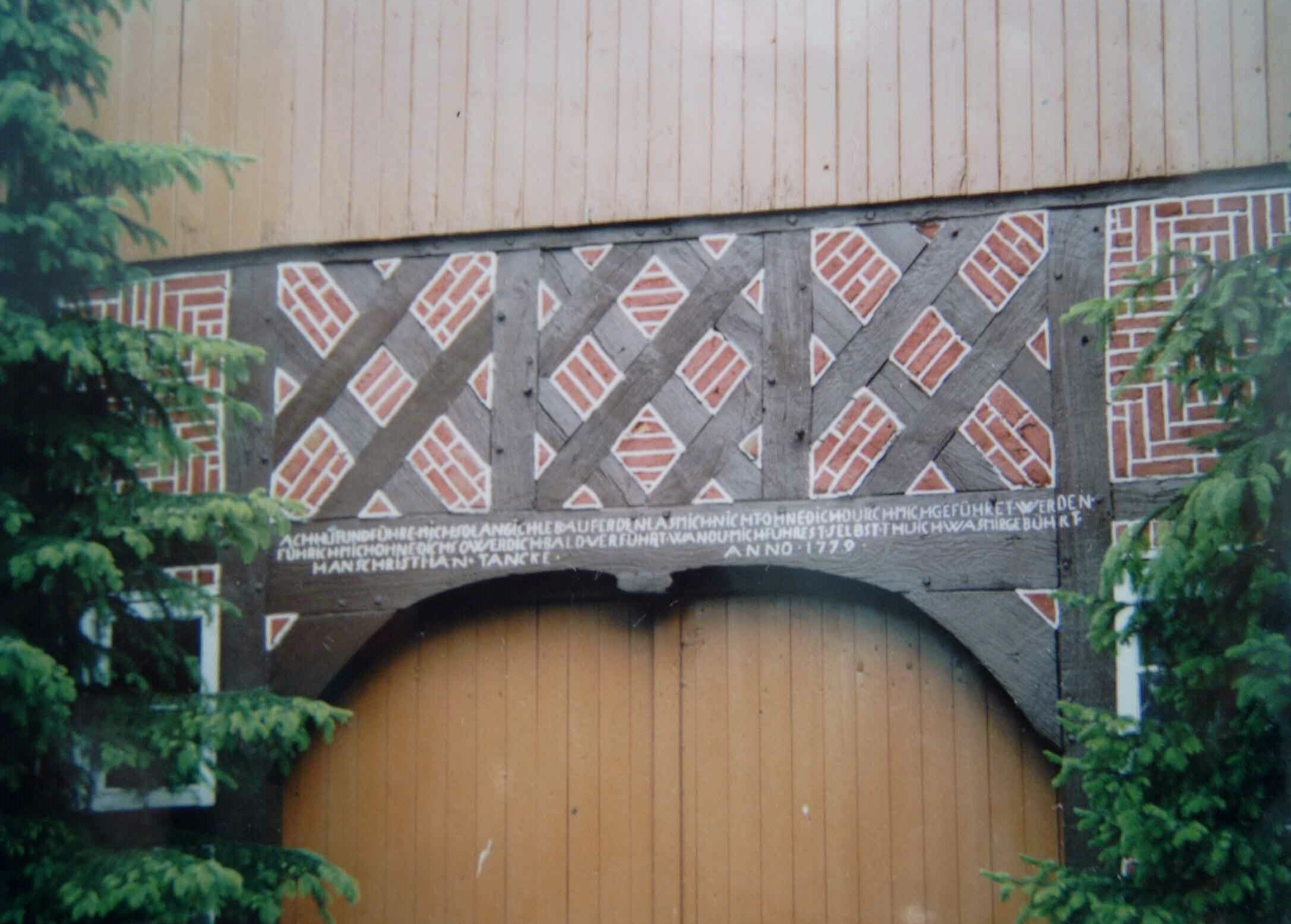
Bauerntanz an einem Bauernhaus in Steinbeck

Der Bauerntanz ist eine barocke Fachwerkverzierung, die sich durch zwei übereinanderliegende Figuren kennzeichnet: ein Andreaskreuz und eine Raute. Dieses Muster wurde hauptsächlich auf der Vorderseite eines Hauses zur Weg- oder Straßenseite eingesetzt. Offenbar trat diese Verzierung zuerst in Süddeutschland auf. Auffällig ist das heute noch häufige Vorkommen in Süddeutschland und in kleinen Städten des Elsass. Vereinzelt findet man den Bauerntanz auch in Norddeutschland. Doch eine zahlenmäßige oder relative Verteilung der Verzierung kann heute nicht mehr vorgenommen werden, weil die meisten alten Bauernhäuser in Norddeutschland mittlerweile abgerissen oder umgebaut worden sind.
Regional wird der Bauerntanz auch Türkenkreuz, Bordesholmer Kreuz oder einfach der Geometrie nach Rautenkreuz genannt.

## Hamburg

### Neugraben

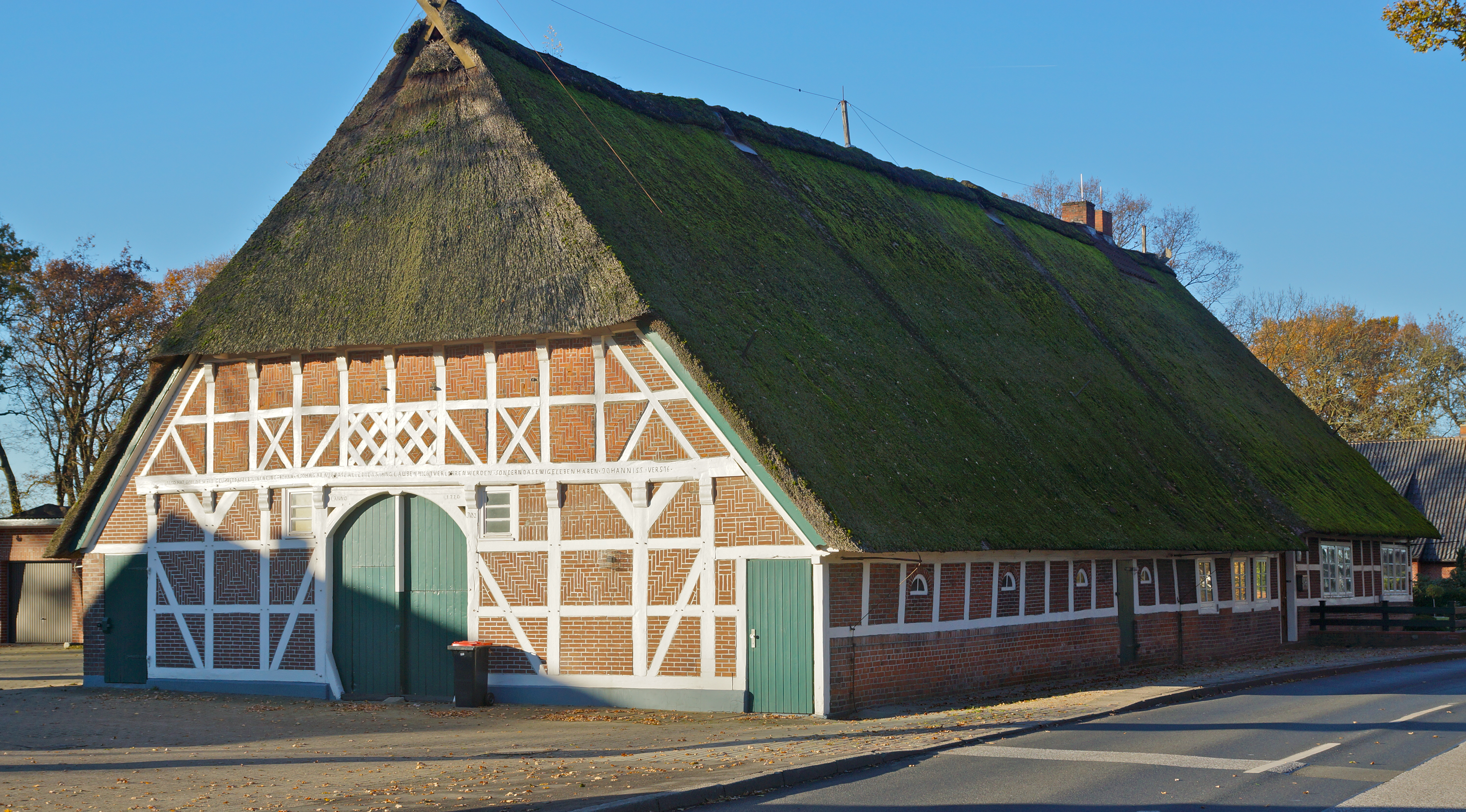
Wirtschaftsgebäude in Hamburg-Neugraben mit doppeltem Bauerntanz

In Neugraben (Hamburg) befindet sich in der Francoper Str. 63 ein Wirtschaftsgebäude (Zustand 1973) mit einem doppelten Bauerntanz in der Mitte (Stubbens Hus). Das Gerüst des Hauses reicht bis Mitte des 18. Jahrhunderts zurück, 1910 wurde der Wirtschaftsteil verlängert.

## Mecklenburg-Vorpommern

### Klausdorf
Hierzu liegen noch keine weiteren Angaben vor, außer einer einzelnen Nennung.

### Menzendorf
Aus dem Buch von Karl Baumgarten „Kleine Mecklenburgische Bauernhaus-Fibel“ kommt noch ein weiteres Bauernhaus hinzu: In Menzendorf bei Schönberg (bei Wismar bzw. bei Lübeck) nordöstlich von Schlagsdorf und Schlagbrügge steht ein Bauernhaus (ca. 1800) mit Bauerntanz.

### Petersberg
In dem Buch „Landschaft und Bauernhaus in Mecklenburg“ von Karl Baumgarten und Angelika Heim wird der Bauerntanz mehrmals erwähnt:
In Petersberg findet sich ein Bauernhaus (Rückwärtige Giebel, Detail) auf der Seite 80/81 Abbildung 98 im Kreis Grevesmühlen (Inschrift Wilms & 30.06.1798). Die Verzierung befindet sich nur 1-mal nebeneinander. Petersberg befindet sich ebenfalls in der Nähe von Lübeck.
Wiederum in Thandorf eine Büdnerei (Schaugiebel, Detail) auf der Seite 89 Abbildung 114 im Kreis Gadebusch ca. 1800. Büdnerei ist eine Bezeichnung für Kleinbauer. Die Verzierung befindet sich 3-mal nebeneinander.
Auf den theoretischen Seiten des Buches wird erzählt, dass es sich bei dem Bauerntanz um a: ein Schaugiebel (Ende des 18. Jahrhunderts) bzw. b: Holzverschränkungen im Giebeltrapez des nordwestmecklenburgischen Bauernhauses handelt (Seite 26/27 Abbildung 25). Sonst ist diese Verzierungsform im übrigen Mecklenburg nirgends anzutreffen. Es bestehen offensichtlich kulturelle Beziehungen zum nordelbingischen Raum, da in Schleswig-Holstein der Bauerntanz als verbreitete Rautenform häufiger vorkommt. Der bekannte Arzt Rudolf Virchow gab dieser Verzierung die Bezeichnung Bauerntanz. Mal ist 1 Kreuz über der Tür, mal sind es 3. Der Bauerntanz soll auch in mitteldeutschen Landschaften vorgekommen sein (in der leicht abgerundeten Form), z. B. in Bad Windsheim, FLM Kommern, Hessenpark oder Sobernheim.

### Schlagresdorf
Im Ort steht heute noch ein relativ gut erhaltenes Bauernhaus mit dem schönen „Ratzeburger Schaugiebel“. Über der „Grot Dör“ der Einfahrt zur langen Durchfahrtsdiele, erkennt man eine Fachwerkzier, den „Bauerntanz“.

### Thandorf

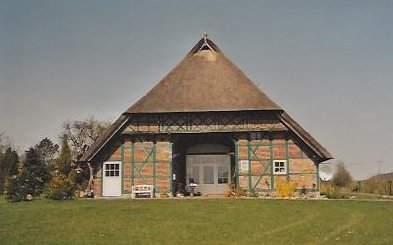
Stoffersches Bauernhaus

In Thandorf in Mecklenburg-Vorpommern gab es auch ein Bauernhaus mit Bauerntanz. Das Baujahr ist nicht bekannt.
„Das schönste Bauernhaus in Raum Gadebusch ist das Stoffersche Haus“, schreibt Horst Stutz in einer Beschreibung der Bau- und Kunstdenkmale der Region. „Dieses Hallenhaus auf dem Rütterhof in der Dorfmitte von Thandorf verfiel zusehends in den vergangenen Jahren und wird derzeit völlig entkernt. Die Stallgebäude daneben wurden abgerissen, die Steine zu Recycling-Material geschreddert. Das Architektenpaar Ulla Hardt und André Nagtegaal aus Blüssen ließ das Hallenhaus mit dem wunderbar erhaltenen Ratzeburger Giebel und dem „Bauerntanz“ zu einer historischen Hofanlage von der Firma Kreihnhorst umbauen. Doppelhaushälften mit 111 Quadratmetern Wohnfläche werden jetzt bereits vermarktet.“
Der Landesheimatverband Mecklenburg-Vorpommern führt das Bauernhaus wie folgt auf: 
„In der zweiten Hälfte des 17. Jahrhunderts erbaut und im 18. Jahrhundert zweimal erweitert, war das ‚Stoffersche Haus‘ in Thandorf, im Landkreis Nordwestmecklenburg, jahrelang unbewohnt und vom Verfall bedroht. Nach monatelanger Sanier- und Renovierung ist es wieder in alter Schönheit im Oktober 1999 entstanden.
Das Ratzeburger Bauernhaus schmückt einer der am reichhaltigsten gestalteten Schaugiebel in Mecklenburg: über das Grötdor der dreifache Bauerntanz, links davon im Backsteinfachwerk als Ornamente eine Mühle und zwei Rauten; beiderseits der Grotdör sind im Fachwerk als Balkenverstrebung die so genannten ‚Blitzbänder‘ zu sehen.“
Das Stoffersche Haus wird als Hof Nr. VIII (Rütterhofes oder Stelle Stoffers) bezeichnet. Die Scheune vom Hof Nr. VIII hatte auch einen Bauerntanz. Daneben gab es noch Hof Nr. V (Böttcher) mit nur einem Bauerntanz. Ebenso noch einen weiteren Hof mit einem Bauerntanz (als Eichenholz bezeichnet).
Insgesamt lässt sich feststellen, dass das Thandorf noch sehr viele alte Bauernhäuser hat. Leider viele kurz vor dem Verfall, einige davon wieder restauriert.
Thandorf liegt in der Nähe von Lübeck, Dassow, Schlagsdorf, Groß Schlagbrügge und Ratzeburg.

## Schleswig-Holstein

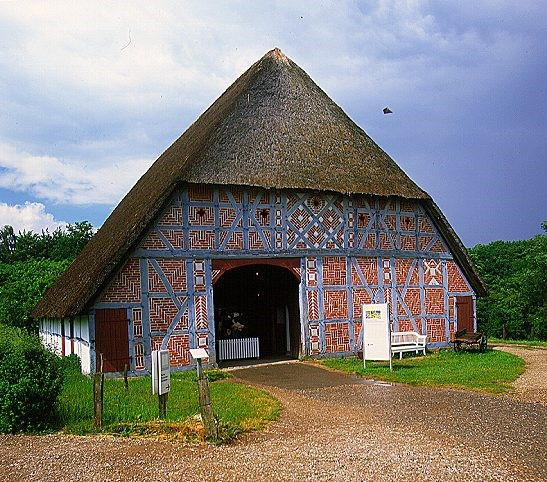
Wilmsdorfer Ehlers Scheune im Freilichtmuseum Molfsee bei Kiel, 1791 erbaut

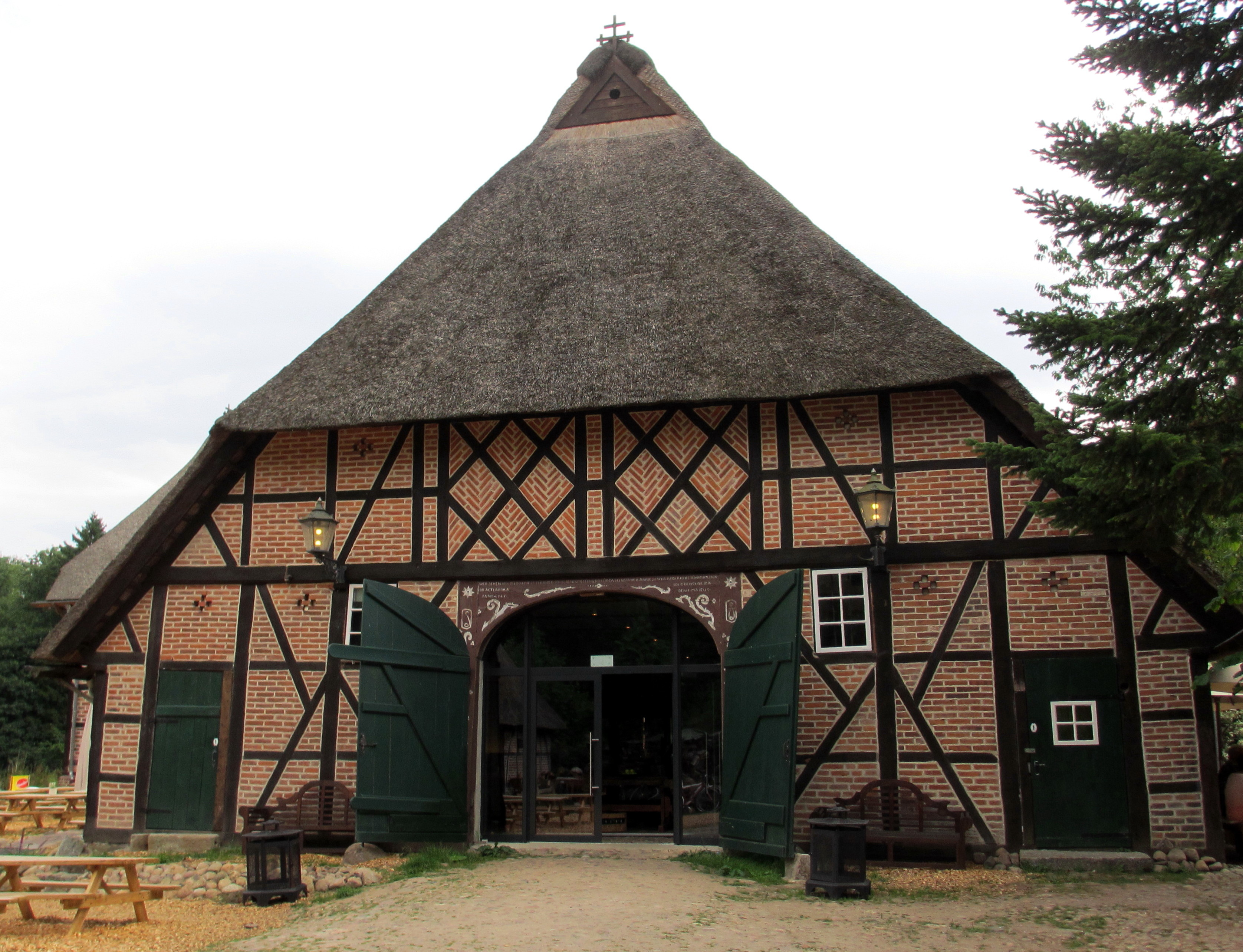
Forsthaus Waldhusen (renoviert 2013)

### Travemünder Winkel
Der Travemünder Winkel liegt zwischen der Ostsee (im Norden), dem Fluss Trave (im Süden und Osten) und Hemmelsdorfer See (im Westen) und gehört zu Lübeck sowie dem Kreis Ostholstein (Gemeinden Ratekau und (in geringem Umfang) Timmendorfer Strand).

#### Wilmsdorf
Im Jahre 1791 wurde in Wilmsdorf am Hemmelsdorfer See bei Lübeck im Travemünder Winkel eine Scheune mit Bauerntanz gebaut.
Eigentümer dieser Scheune war die Familie Friedrich Carl und Anna Catharina Ehlers, wie es auch die Inschrift auf dem Sturzbalken der Groot Dör ausweist. Bauernvogt Friedrich Carl Ehlers (junior) (um 1750 geboren, 3. Kind aus der ersten Ehe von Friedrich Carl Ehlers – senior u. Kirchenjurat in Ratekau – und vor der Volkszählung von 1819 gestorben) heiratet 1785 (seine Cousine) Anna Catharina Krahn (geb. 1762) aus Grammersdorf.
Die Scheune stand auf dem Friesenholm am Hemmelsdorfer See. Sie ist eine Dreiständerkonstruktion mit einer aus der Mitte versetzten Durchfahrt. Sie wurde 1972 abgetragen, in ihre Einzelteile zerlegt, nummeriert und im Freilichtmuseum Molfsee bei Kiel wieder aufgebaut. „Im ehemaligen Fürstbistum Lübeck waren Zierformen im Giebel in Ziegel- und Balkensetzung üblich. Hier sind die teilweise zurückgesetzten Ziegel mit Muschelkalk ausgeputzt. Die Ziegelfiguren lassen ‚Rispen‘, ‚Windmühle‘ und ‚Donnerbesen‘ erkennen, der Fachwerkverband den ‚Wilden Mann‘ und den ‚Bauerntanz‘. Diese Motive sind heidnische und christliche Symbole.“

#### Waldhusen
Forsthaus Waldhusen (1765) des St.-Johannis-Kloster in Lübeck mit doppeltem Bauerntanz.

#### Brodten
Hufnerhaus Ka(h)rstedt in Brodten Grossenhof 10. Das Hufnerhaus 1786 als Vierständerhaus von Hans Hinrich Laste und Engel Catharina Lastehn erbaut. Durchgreifend saniert wurde das große Hufnerhaus 1981/82. Im Inneren erfuhren der bis dahin nach Aufgabe der ehemaligen Stallungen mit der großen Mitteldiele ungenutzt liegende Wirtschaftsteil sowie das Dachgeschoss einen neuen Ausbau unter Berücksichtigung der alten Konstruktionselemente (Architekt Joh. Rehder, Bremen). Daneben fand die gründliche Instandsetzung des Äußeren statt. Das gesamte Reetdach des stattlichen Gebäudes wurde erneuert. Die sachgerechte Wiederherstellung zeigt sich besonders deutlich an der Giebelfront des Wirtschaftsteils mit dem großen Tor und den vielfältigen Füllziegelmustern.

#### Gneversdorf
Hufnerhaus Beythin von 1786 am Gneversdorfer Kamp 11a

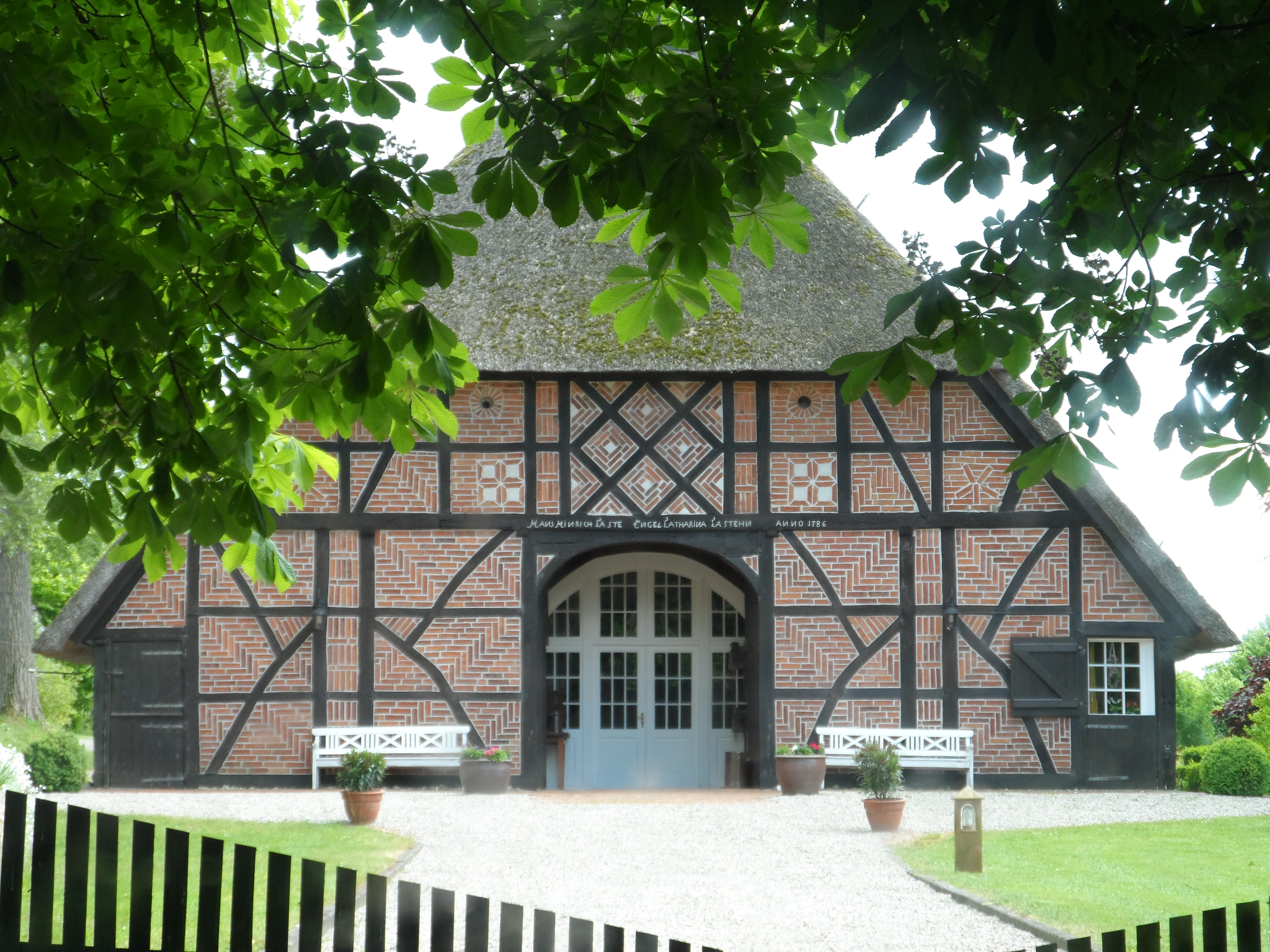
Hof Kahrstedt Hufnerhaus von 1786, Brodten

- Groß Grönau: Hufnerhaus Engelbrecht
- Krummesse: Weidemannsches Haus
- Mustin: Kätner Burmester (1834)
- Ottendorf: Bauerntanz Muster im Stadtwappen
- Sandesneben: Pfarrhaus (1925), Bauerntanz in Stein
- Sierksrade: Gasthaus Steen
- Ratekau: Hufnerhaus Oelschlaeger (1797)

Weitere Bauten befinden sich in Gudow, Ritzerau, Scharnhagen und Warnsdorf (Ratekau).

## Niedersachsen

### Duderstadt
Fachwerkhaus mit Bauerntanz normal und gerundet; Hinterstraße 35 (Haus Nr. 296), erbaut 1725.
Weitere Häuser siehe auch Liste der Baudenkmale in Duderstadt.

### Hildesheim
- Kesslerstraße, Domprobstei

### Steinbeck und Tötensen

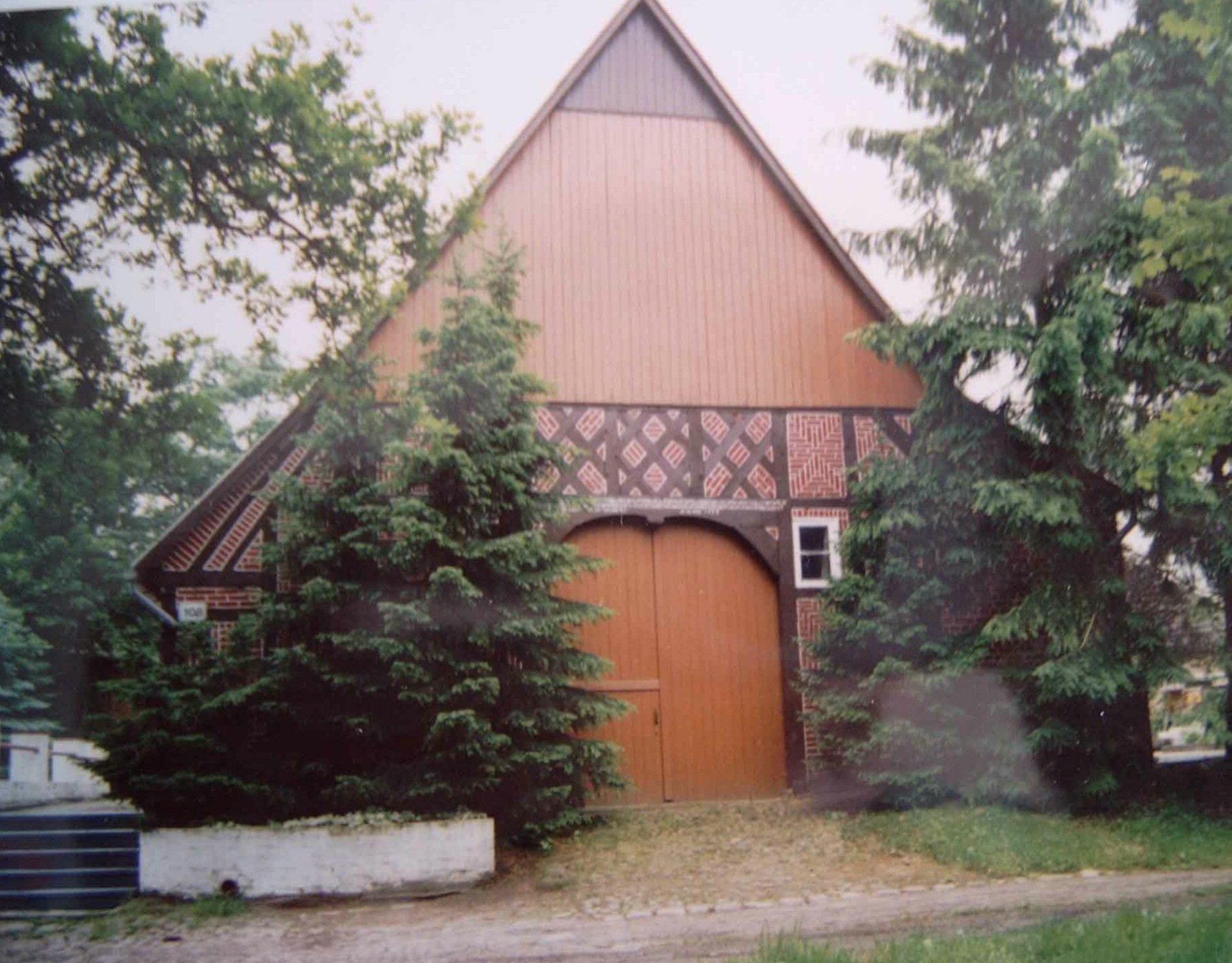
Steinbeck: Bauernhaus mit dreifachem Bauerntanz

In Steinbeck bei Hamburg befindet sich ein erhaltener Hof mit Bauernhaus, das über einen Bauerntanz verfügt.
1771 baute der Zimmermann Hans Christoph Knupper aus Marmstorf in Tötensen ein Haus mit Bauerntanz und drempelartiger Überhöhung, der Grotdör-Wand. Das Bauernhaus fiel einer Brandstiftung zum Opfer und wurde dann abgerissen.
Ende des 18. Jahrhunderts heiratete Hans Michael Knupper (ein Bruder des vorgenannten), gebürtig aus Marmstorf (südwestlich von Hamburg damals gelegen, inzwischen nach Hamburg eingemeindet), in die alteingesessene Familie Tamke in Steinbeck ein und baute 1779 ebenfalls ein Haus mit Bauerntanz sowie mit der drempelartigen Überhöhung der Grotdör-Wand. Das Bauernhaus ist noch erhalten.
Später bauten die Bauern Minkens und Reeps ebenfalls ein Bauernhaus mit Bauerntanz.
Wilhelm Marquardt hat vermutet, dass der Zimmermann Christoph Knupper auch das Haus in Steinbeck gebaut hat und aufgrund seiner Ausbildung und Reisen zum Erlernen des Zimmermannhandwerkes die Verzierungsform aus dem „Süden“ mitgebracht hat. Vielleicht lassen sich aufgrund des Handwerks noch Verbindungen zu anderen Orten mit dem gleichen Fachwerk in alten Bauernhäusern finden.

## Bremen
- Hermann-Böse-Straße 29, Haus Caesar am Kaiser-Friedrich-Denkmal

## Sachsen-Anhalt

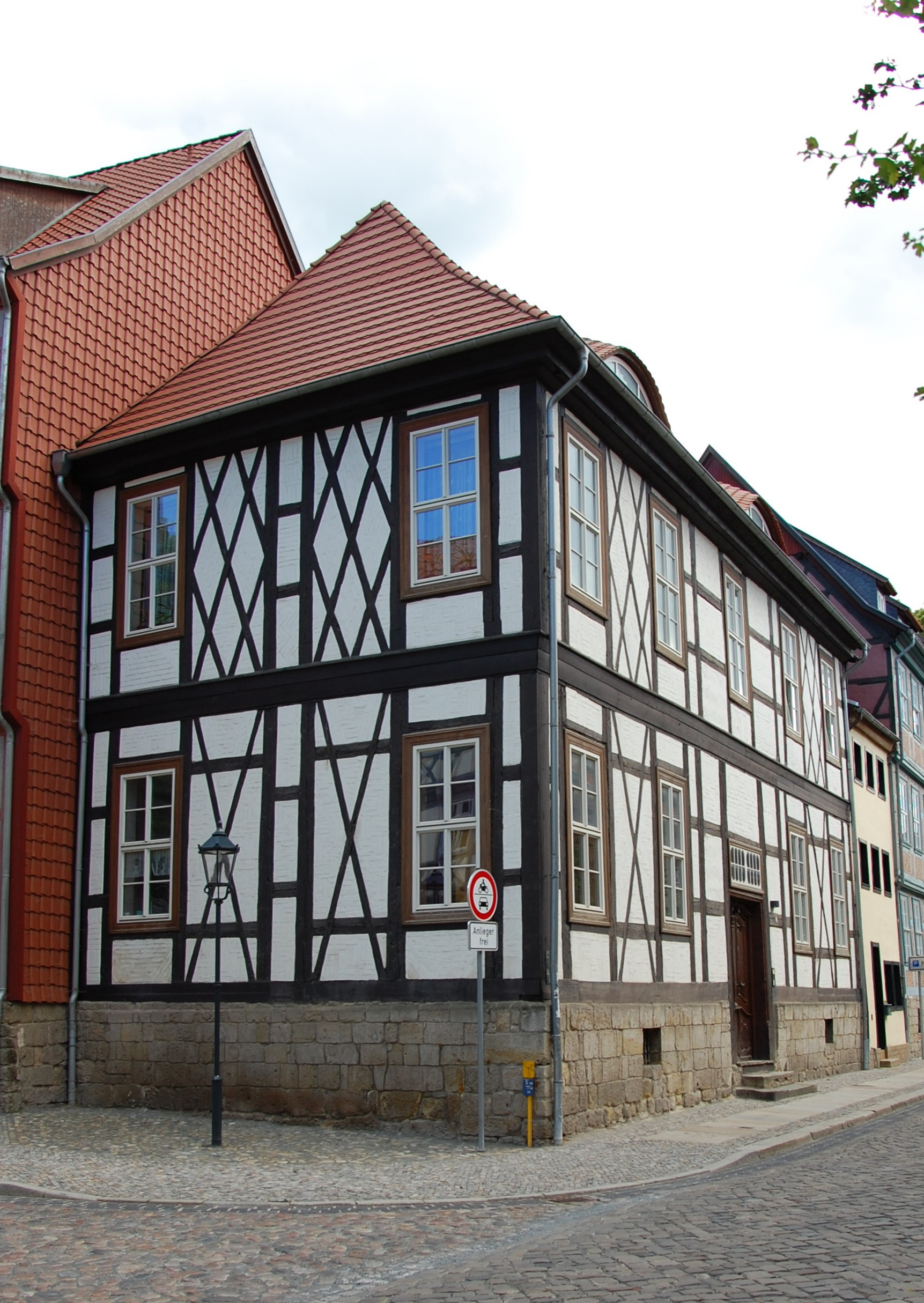
Quedlinburg: Breite Straße 35

Eine große Anzahl an Gebäuden mit einem Bauerntanz bzw. Rautenkreuz befinden sich in Quedlinburg und Wernigerode.
- Ballenstedt: Das Alte Rathaus, Am Alten Markt 1, wurde 1682 errichtet und verfügt in der Fassade über einen Bauerntanz.
- Behnsdorf: Fachwerkhaus Bauernstraße 3, Behnsdorf ist ein Ortsteil der Gemeinde Flechtingen im Landkreis Börde in Sachsen-Anhalt.
- Blankenburg: Haus Markt 3
- Falkenstein/Harz: Kirche Wieserode
- Gernrode: Rathaus
- Güntersberge: Haus Marktstraße 63
- Halberstadt: Häuser Grauer Hof 7/8, Rosenwinkel 11, Trillgasse 10, Voigtei 42
- Haldensleben: Haus Stendaler Straße 10
- Harzgerode: Am Erker des Rathauses am Marktplatz 1, die Häuser Bergfaktorei am Marktplatz 5, Röderscher Sattelhof am Marktplatz 8, der Bahnhof Harzgerode, Haus Unterstraße 4
- Ilsenburg: Landhaus Zu den Rothen Forellen
- Magdeburg: Das Haus Alt Ottersleben 44 wurde offenbar nach 1995 abgerissen
- Tangermünde: Häuser Kirchstraße 54 und 59, Lange Straße 70
- Quedlinburg: Häuser Altetopfstraße 15, das Alte Wasserwerk, Augustinern 55, Ballstraße 18 und 24, Breite Straße 35, Hohe Straße 22, Konvent 22, Mühlenstraße 6, Reichenstraße 4, Schmale Straße 4, Steinweg 4/23/45/48/68/69/70 und Word 1, 2 sowie 12.
- Wernigerode: Schiefes Haus in der Klintgasse 5 mit Bauerntanz an den Außenseiten, Fachwerk im Innenhof des Schloss Wernigerode, Krellsche Schmiede von 1678 in der Breiten Straße 95 mit elf Bauerntänzen, die hier Rautenkreuz genannt werden.[14] Daneben Breite Straße 51 und 97, Hinterstraße 38 und 52, Johannisstraße 17, Lindenallee 25, die Kreuzkirche in der Lindenbergstraße, Marktstraße 5 und 10, Nöschenröder Straße 79, Pfarrstraße 52 und Teichdamm 3–4.

## Thüringen

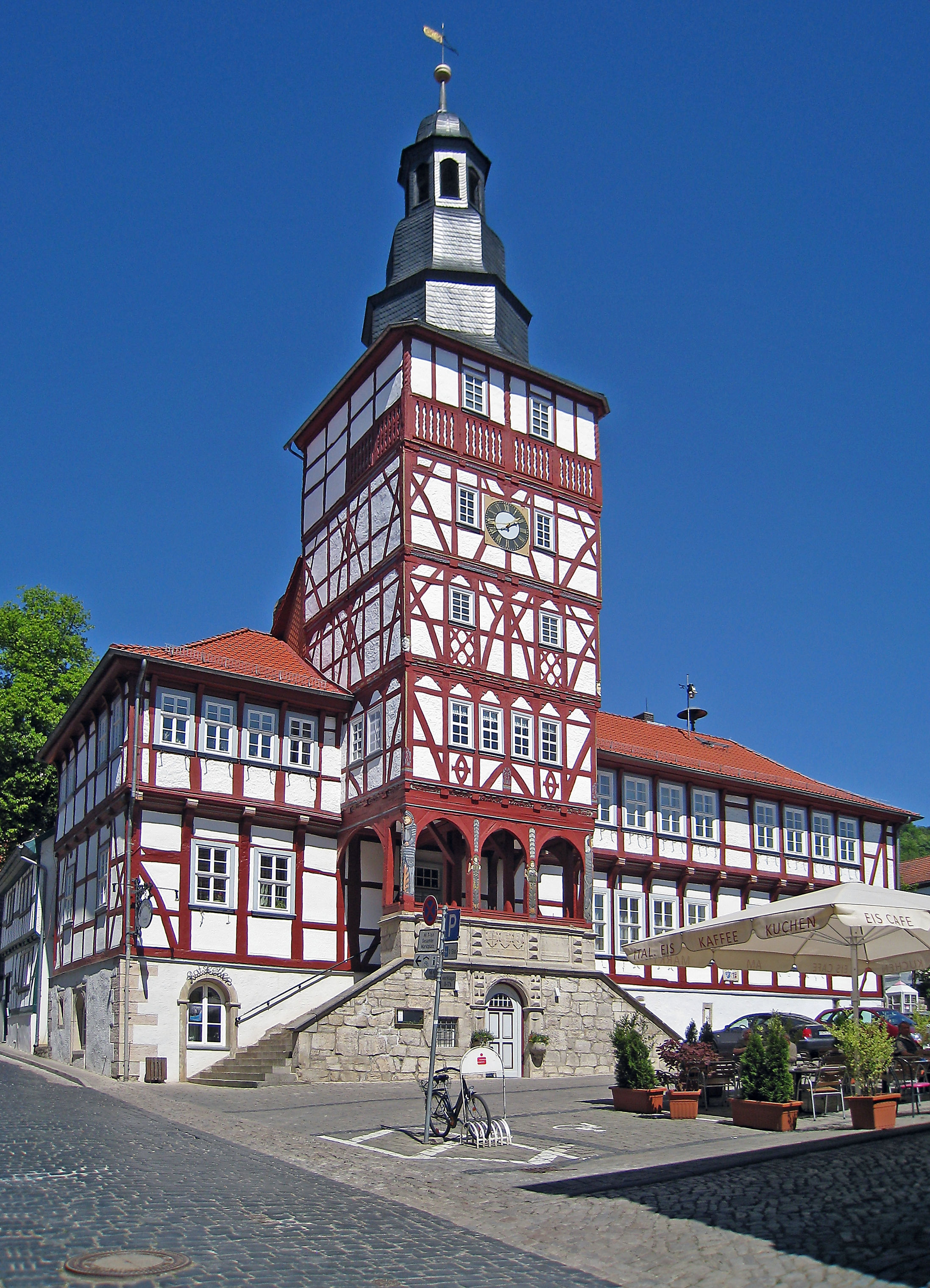
Rathaus in Treffurt

- Bibra: Burg Bibra, zweifacher Bauerntanz im Giebel
- Erfurt: Fachwerkhaus
- Meiningen: Walldorfer Straße
- Saalfeld: Grottoneum der Feengrotten in Saalfeld
- Schmalkalden: Fachwerkhaus an der Salzbrücke
- Traun: Fachwerkhaus
- Treffurt: Rathaus
- Urnshausen: Landhotel „Zur Grünen Kutte“ und Stockborn Ranch

Weitere Bauten finden sich in: Neubrunn

## Sachsen
- Finsterwalde: Fachwerkhaus in der Nähe vom Schloss

## Hessen
- Bensheim: Hauptstraße 42, Marktplatz 21, Schlinkengasse 7
- Breuberg: Marktplatz 11
- Friedberg: Burg: südliches Burgtor
- Heppenheim: Rathaus und Fachwerkhaus rechts vom Rathaus
- Hochstadt (Maintal): Fachwerkhaus
- Hanau-Steinheim: Fachwerkhaus
- Königstein im Taunus: Altes Rathaus

## Nordrhein-Westfalen
- Freudenberg: Fachwerkhaus (siehe Bundesbahnmagazin 12/2019 Seite 10/11)

## Rheinland-Pfalz
- Alzey-Worms:Fachwerkhaus

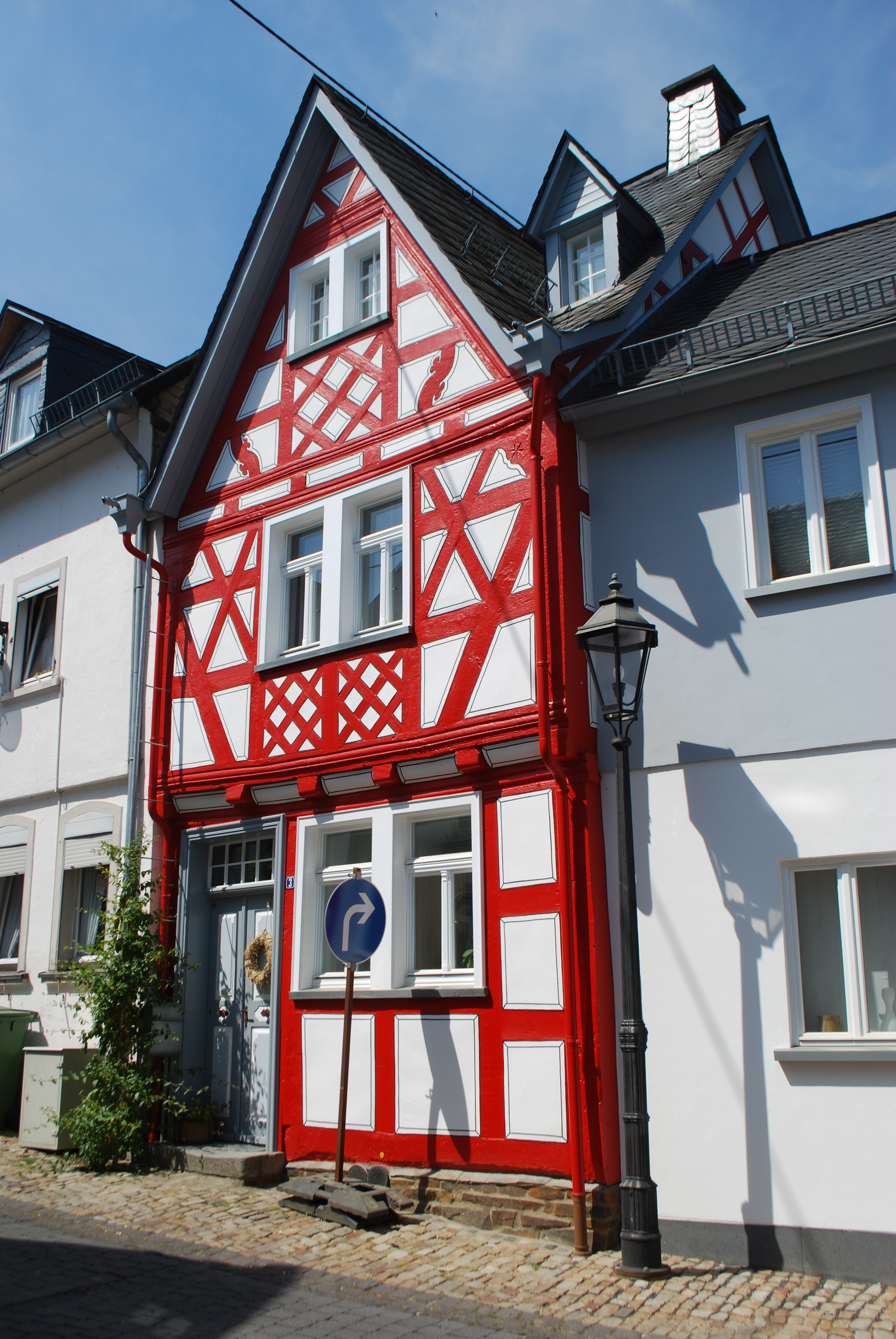
Montabaur: Hinterer Rebstock 3

- Beilstein: Ehemaliges Heilig Geist Spital, Gasthaus Winzerschänke
- Boppard: Kreuzweg 1, Niederstadtstraße 7; siehe hierzu auch Liste der Kulturdenkmäler in Boppard
- Bremm: Am Storchenhaus 1
- Cochem an der Mosel: bei einem Fachwerkhaus der Bauerntanz auf (links und rechts der Bauerntanz, in der Mitte jeweils eine andere Verzierung); der Bahnhof
- Ediger: Fachwerkhaus, Moselweinstraße; Fachwerkhaus „Alte Weinstuben“ in Ediger-Eller an der Mosel
- Enkirch: Fachwerkhaus
- Erden: Hauptstraße 30–32
- Gau-Odernheim: Fachwerkhaus Ecke Mainzer Straße
- Geinsheim: Gäustraße 77
- Heimsheim: Fachwerkhaus
- Katzenelnbogen: Römerberg 2
- Montabaur: Hinterer Rebstock 3, Kirchstraße 10, Kirchstraße 50–52, Vorderer Rebstock 33
- Münster-Sarmsheim: Fachwerkhaus
- Münstermaifeld: Fachwerkhaus
- Nassau: Rathaus
- Mainz: Fachwerkhaus am Kirschgarten, Augustinerstraße
- Rhens: Fachwerk-Rathaus
- Rhens: Fachwerkhaus, Hochstraße 20
- Rhens: Fachwerkhaus, Langstraße 1
- Rissbach: Fachwerkhaus in der Korngasse 1A
- Speyer: Fachwerkhaus in der Maximilianstraße 56, Fachwerkhaus in der Nikolausgasse 4, Fachwerkhaus in der Rheintorstraße 4, Fachwerkhaus in der Stuhlbrudergasse 6

## Bayern

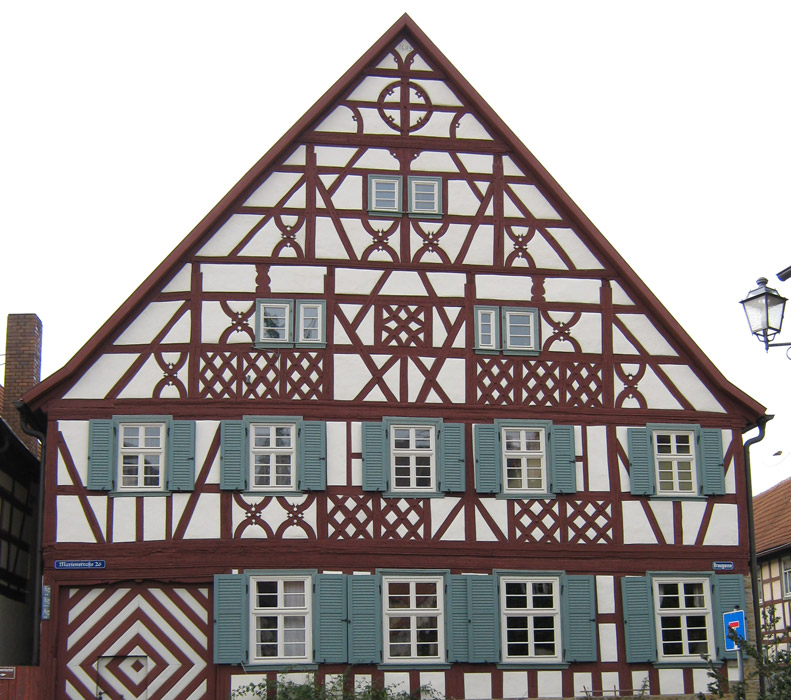
Königsberg: Marienstraße 26

Im südlichen Bamberger Raum finden sich in kleineren Dörfern häufig bauerntanzähnliche Verzierungen, z. B. in:
- Bad Staffelstein: Rathaus
- Bad Windsheim: Fränkisches Freilandmuseum (Mühle mit Wohn- und Stallteil)
- Bamberg: Altes Rathaus
- Cadolzburg: abgerundeter Bauerntanz in einem Haus oben im Giebel links und rechts von einem Mittelfenster
- Dinkelsbühl: Fachwerkhaus mit abgerundetem und verschnörkeltem Bauerntanz
- Ebermannstadt: Fachwerkhaus, Marktplatz
- Großhabersdorf: Gasthof „Rotes Roß“ (1697), gerade und abgerundeter Bauerntanz
- Hundsheim: Fachwerkhaus
- Königsberg in Bayern: Eduard-Lingel-Straße 14, Goldene Röhre 1, Manggasse 9, Marienstraße 26, Pfarrgasse 1, Salzmarkt 6, Salzmarkt 11, Geburtshaus des Regiomontanus
- Markt Bibart: Nürnberger Straße 4.
- Merkendorf: Rathaus (16. Jhd.), zweifacher Bauerntanz im Giebel
- Mürsbach: Rentweinsdorfer Straße 2 und 4, Zaugendorfer Straße 7, Fachwerkhaus
- Prethalmühle: Fachwerkhaus
- Rothenburg ob der Tauber: Fachwerkhaus mit abgerundetem und verschnörkeltem Bauerntanz. Spitalgasse 36, Rödergasse 10, Untere Schmiedgasse 30
- Schwabach: Rathaus von 1528, oberer Stock 1799
- Seligenstadt: Fachwerkhaus

Weitere Bauten finden sich in: Forchheim

## Baden-Württemberg
Vorkommen in der Region Stuttgart:

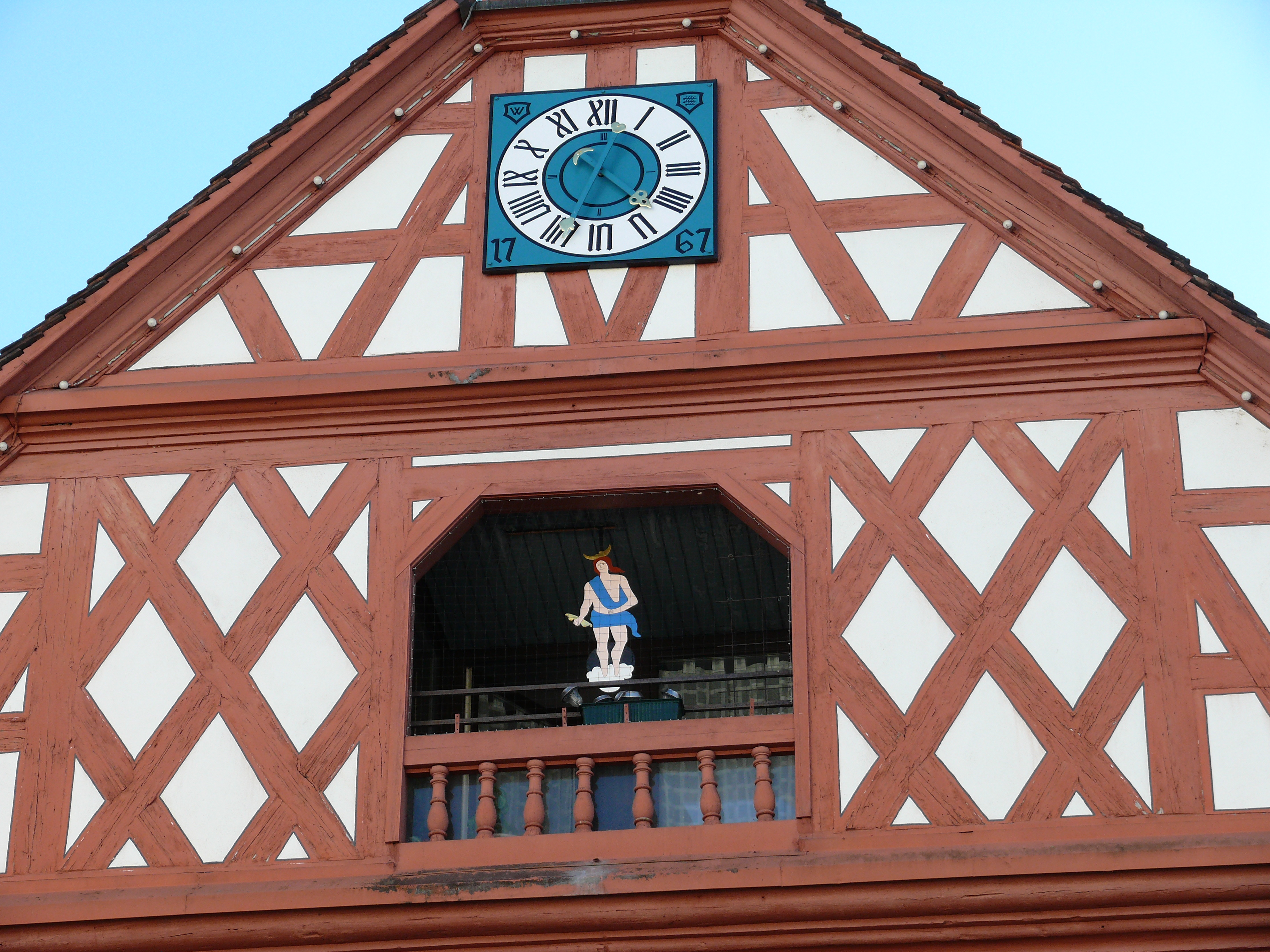
Waiblingen: Altes Rathaus

- Ettenheim: Fachwerkhäuser bei der Kirche St. Bartholomäus
- Oberderdingen: Obere Gasse 16
- Obersulm-Sülzbach

Weitere Bauten finden sich in: Bad Wimpfen, Bad Urach, Esslingen, Flein, Gemmrigheim, Gengenbach, Lahr Meißenheim, Markgröningen, Nürtingen, Mosbach, Nürtingen, Schiltach, Schorndorf, Schwäbisch Hall, Waiblingen, Wolfach
Vorkommen in der Region Bodensee: Bad Waldsee, Bermatingen, Mengen

## Vorkommen in Ostpreußen
- Ostpreußen – Ermland und Masuren: bedeutende Sehenswürdigkeiten in Ostpreußen, z. B. Kloster Heilige Linde (ermländisches Vorlaubenhaus)

## Weitere Orte mit Bauerntanz (Schweiz, Elsass / Frankreich)
- Basel: Vorstadtcafé in der Nähe von Basels Spalentor
- Bouxwiller
- Colmar: Quai de la Poissonnerie im Elsass (Kai der Fischhändler); bei der Lauchbrücke im Stadtteil Klein-Venedig; mehrfach in Colmar
- Freudenberg im Siegerland
- Haut-Barr / Burg Haut-Barr im Elsass
- Muhrbach-Buhl im Elsass
- Mutzig: Place de la Fontaine / Hostellerie de la Poste im Elsass[15]
- Obernai: Place du Marché
- Osthouse: Gasthof Hellmanns im Ried, 18. Jahrhundert, in Osthouse, Rue du Chateau
- Riquewihr im Elsass
- Ribeauvillé im Elsass
- Rixheim: Grand Rue 42, Le Clos du Murier, ca. 400 Jahre alt (erbaut ca. 1601)
- Saint-Hippolyte, Route du Vin, « Au rouge de Saint-Hippolyte »
- Stein am Rhein in der Schweiz
- Straßburg: 3facher Bauerntanz nebeneinander bzw. eine Reihe über der anderen; Place du Marché-aux-Cochons-de-Lait
- Turckheim: Hotel des Deux Clefs (16. Jahrhundert)

In einem französischen Buch über Fachwerk- und Bauernhäuser in Straßburg bzw. im Elsass wird der Bauerntanz als St. André bezeichnet, mithin als Andreaskreuz. Es soll seit Anfang des 18. Jahrhunderts vorkommen. Es wird ebenfalls auf die Sonderform mit dem erhöhten Drempel hingewiesen. Besonders wird auf die Ähnlichkeit der elsässischen Bauernhäuser mit Bauerntanz und einem thüringischen Bauernhaus verwiesen. Leider wurde keine Ortsangabe gemacht.

## Egerland
Egerländer Fachwerkhaus
- Doubrava

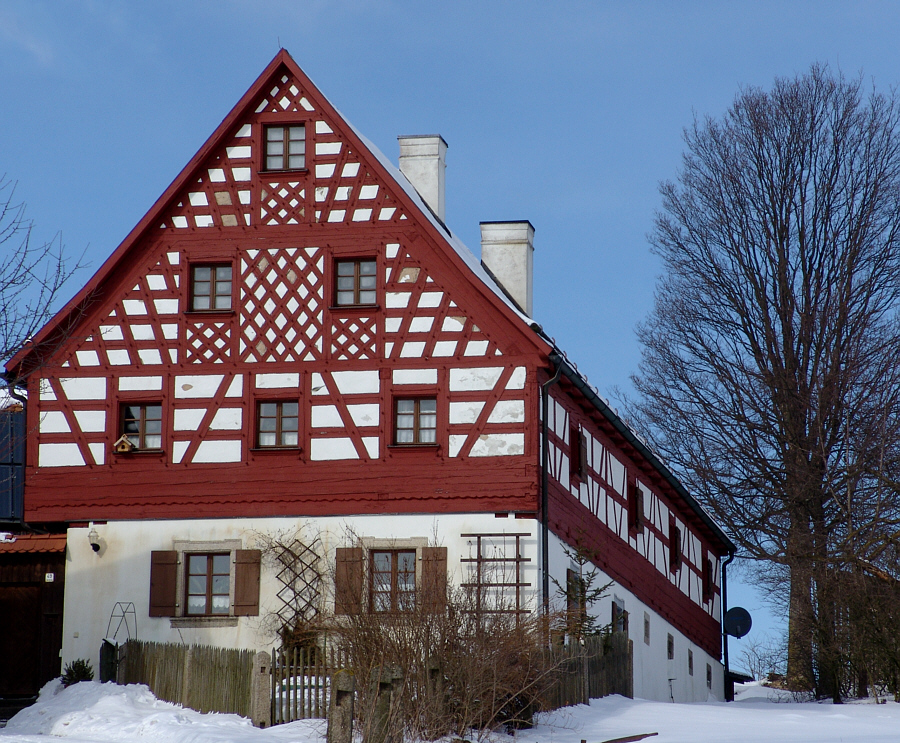
Egerländer Fachwerkhaus mit großzügigem Bauerntanz

- Bad Neualbenreuth: Marktplatz, Sengerhof 5/7, Waldsassener Straße
- Nový Drahov
- Plesná
- Skalná

## Galerie

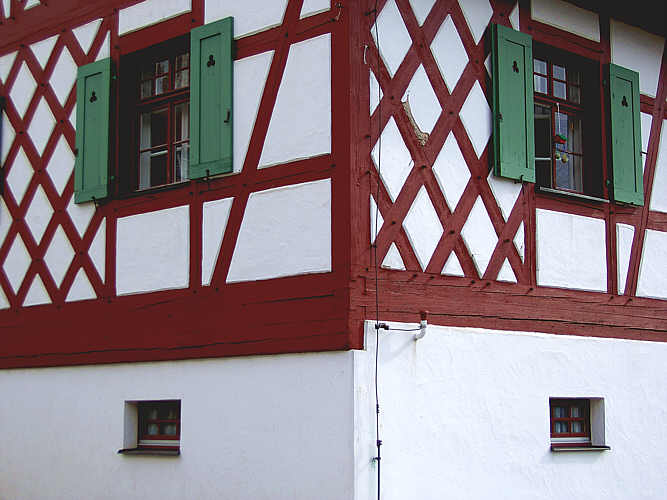
Bauerntanz Detail (Neualbenreuth)
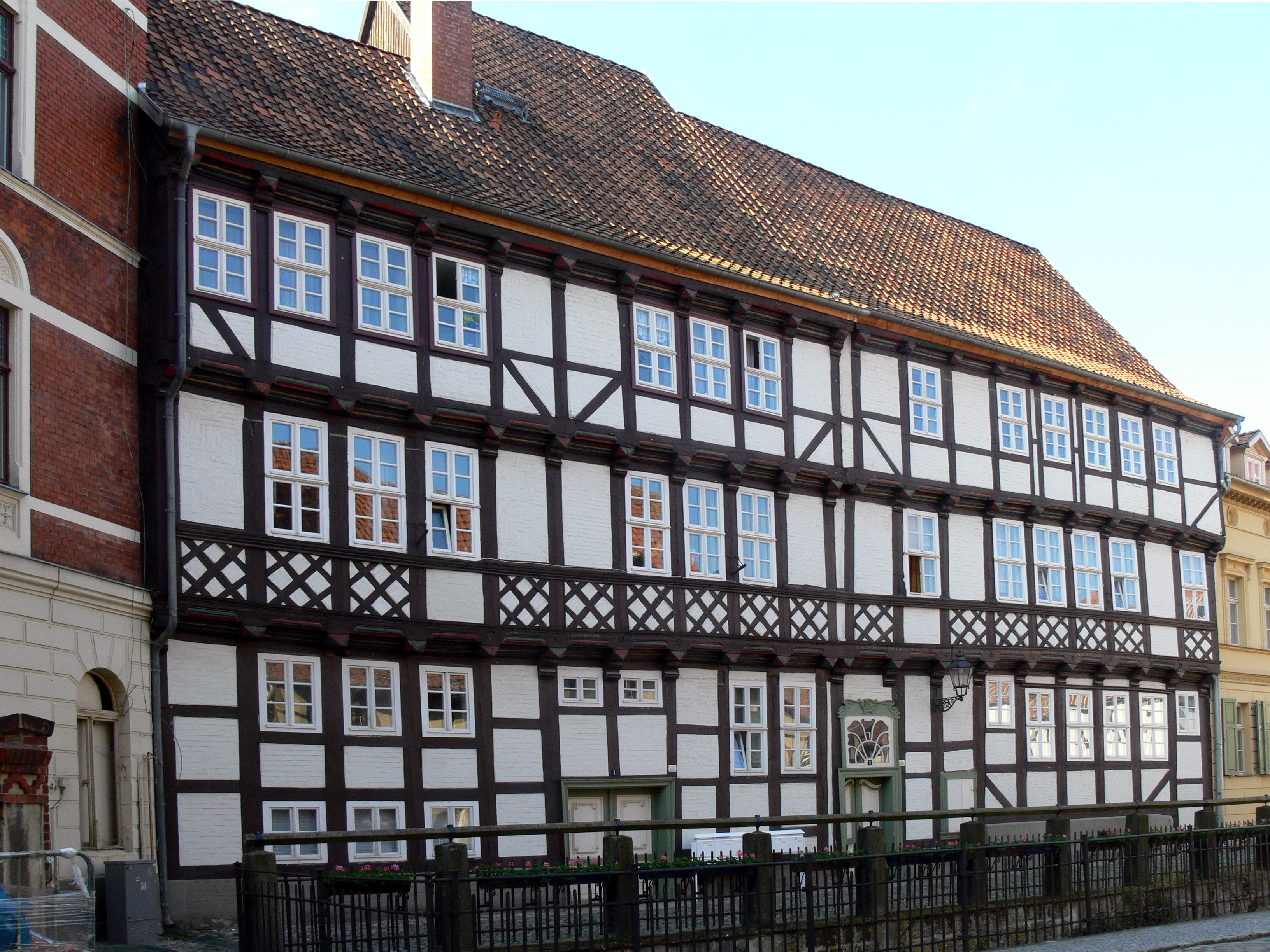
Durchgezogener Bauerntanz an mehreren Häusern (Quedlinburg)
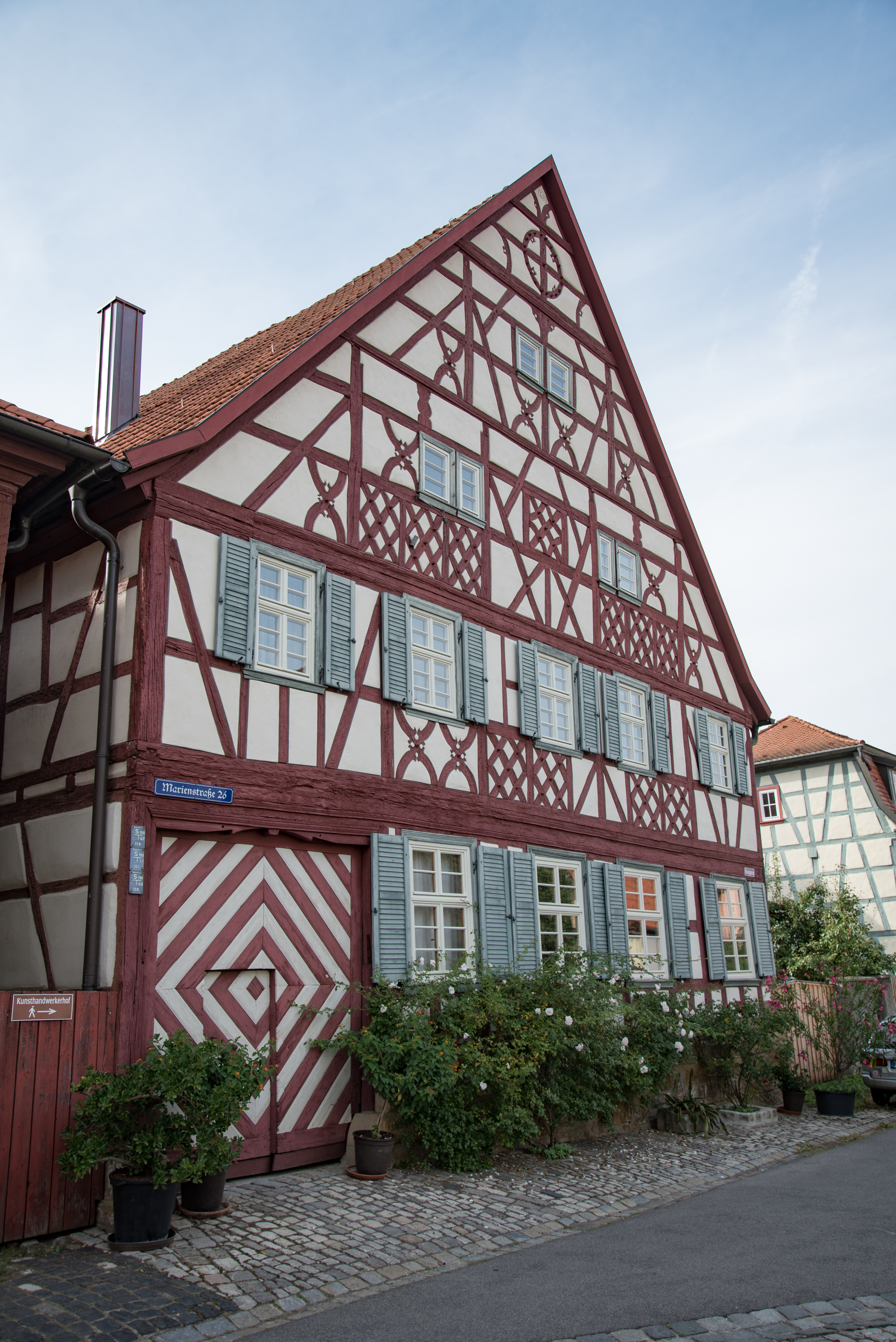
Bauerntanz in Kombination mit anderen Verzierungen (Königsberg)
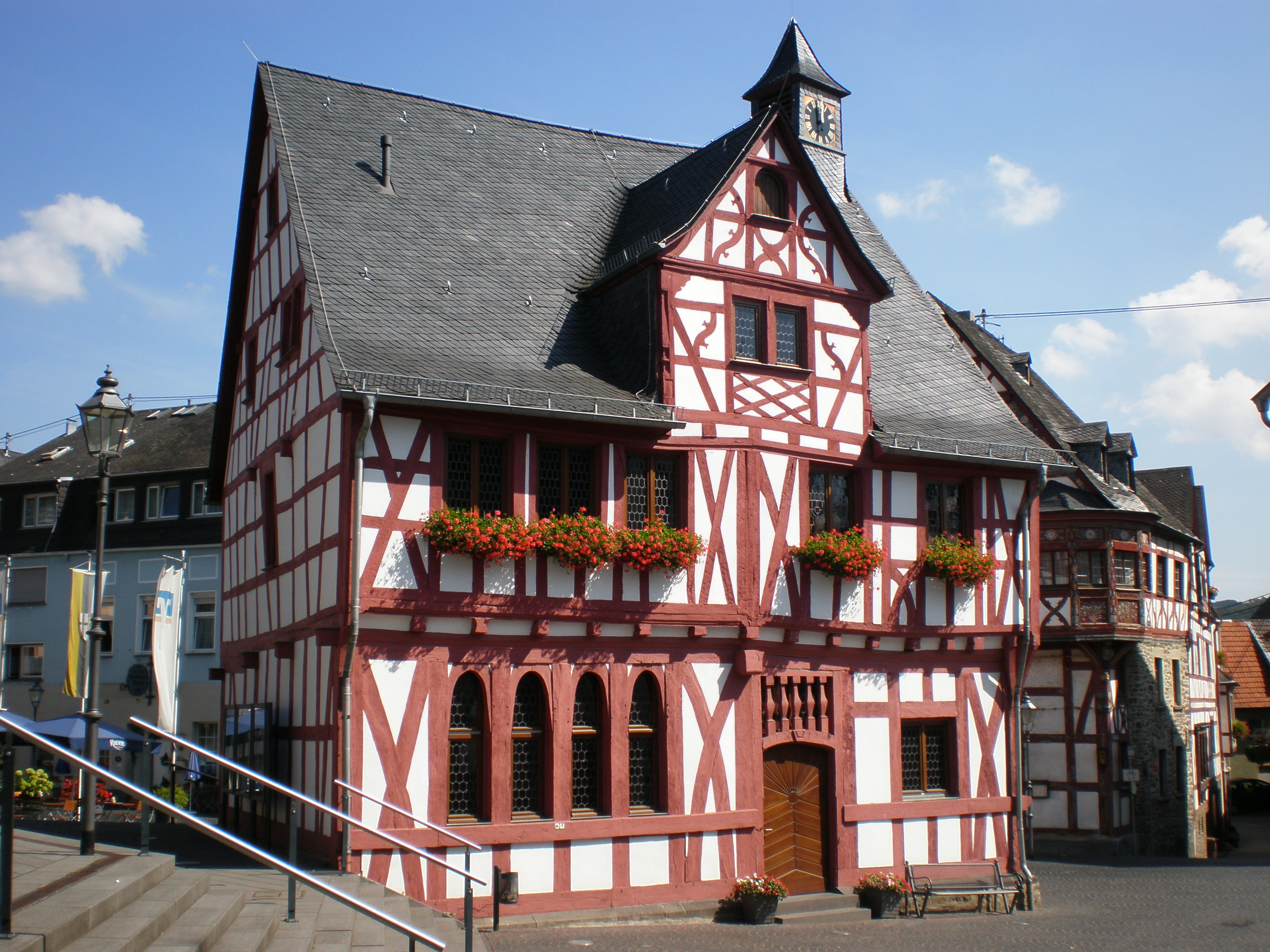
Bauerntanz zur Akzentuierung am Alten Rathaus (Rhens)